# 사일런트 힐: 레벨레이션
《사일런트 힐: 레버레이션》(영어: Silent Hill: Revelation 혹은 영어: Silent Hill: Revelation 3D)은 2012년 공개된 초자연 공포 영화이다. 《사일런트 힐》(2006)의 속편이다.

## 줄거리
2011년. 헤더라는 가명을 쓰는 샤론은 입양부 크리스토퍼가 정당방위로 사람을 죽인 이후로 함께 도주의 삶을 살아왔으며 입양모 로즈는 교통 사고로 죽었다고 믿어왔다.        
그러나 18살 생일 직전 헤더는 로즈가 주구를 써서 자신을 다른 차원의 세계인 사일런트 힐에서 해방시켰으며 정작 로즈 자신은 그곳에 갇혀버렸다는 걸 알게 된다. 또한 자신이 사일런트 힐 컬트 집단으로부터 쫓기는 신세라는 사실도.        

## 출연
- 애들레이드 클레먼스 - 헤더 메이슨 / 샤론 다실바 역
- 킷 해링턴 - 빈센트 스미스 역
- 숀 빈 - 해리 메이슨 / 크리스토퍼 다실바 역
- 캐리앤 모스 - 클로디아 울프 역
- 맬컴 맥다월 - 레너드 울프 역
- 마틴 도너번 - 더글러스 카틀런드 역
- 데버라 케라 엉거 - 데일리아 길레스피 역
- 라다 미첼 - 로즈 다실바 역
- 헤더 마크스 - 수키 역
- 에린 피트 - 어린 얼레사 길레스피 역
- 피터 아우터브리지 - 트래비스 그레이디 역

## 기타 제작진
- 라인 제작: 하틀리 고런스틴
- 배역: 디어드러 보언
- 미술: 얼리샤 키완
- 의상: 웬디 파트리지
- 특수 분장: 그레이엄 치버스, 폴 존스
- 헤어: 커롤라 던버거
- 제작 관리: 하틀리 고런스틴

## 같이 보기
- 비디오 게임을 원작으로 한 영화 목록